# Gand-Wevelgem 1956
La Gand-Wevelgem 1956, diciottesima edizione della corsa, si svolse il 25 marzo su un percorso di 228 km, con partenza a Gand e arrivo a Wevelgem. Fu vinta dal belga Rik Van Looy della Faema-Guerra davanti ai suoi connazionali Richard Van Genechten e Désiré Keteleer.

## Ordine d'arrivo (Top 10)
| Pos. | Corridore             | Squadra               | Tempo    |
| ---- | --------------------- | --------------------- | -------- |
| 1    | Rik Van Looy          | Faema-Guerra          | 6h21'00" |
| 2    | Richard Van Genechten | Elve-Peugeot          | s.t.     |
| 3    | Désiré Keteleer       | Faema-Guerra          | a 45"    |
| 4    | Marcel Janssens       | Elve-Peugeot          | s.t.     |
| 5    | Karel De Baere        | Mercier-BP-Hutchinson | a 55"    |
| 6    | Stan Ockers           | Elve-Peugeot          | s.t.     |
| 7    | Rik Van Steenbergen   | Elve-Peugeot          | s.t.     |
| 8    | Raymond Impanis       | Elve-Peugeot          | s.t.     |
| 9    | Ernest Sterckx        | L'Avenir              | s.t.     |
| 10   | Roger Decock          | Faema-Guerra          | s.t.     |